# 팔콘과 윈터 솔져
《팔콘과 윈터 솔져》(영어: The Falcon and the Winter Soldier)는 디즈니+에서 2021년 3월부터 방영된 미국의 액션, 슈퍼히어로 드라마이다. 마블 시네마틱 유니버스(MCU) 페이즈 4에 포함된다.

## 출연진
- 앤서니 매키 - 샘 윌슨 / 팔콘 역
- 세바스티안 스탄 - 버키 반즈 역 / 윈터 솔져 역
- 다니엘 브륄 - 헬무트 제모 남작 역
- 에밀리 밴캠프 - 샤론 카터 역
- 와이엇 러셀 - 존 워커 역
- 조르주 생 피에르 - 조르주 바트록 역

## 한국판 성우진
- 박영재 - 샘 윌슨 / 팔콘(앤서니 매키)
- 정성훈 - 버키 반즈 / 윈터 솔저(세바스티안 스탄)
- 이현 - 존 워커(와이엇 러셀)
- 조현정 - 샤론 카터(에밀리 밴캠프)
- 강은애 - 칼리(에린 켈리먼)
- 전진아 - 사라 윌슨(아데페로 오두예)
- 박노식 - 토레스(대니 라미레스) / 공무원(빈스 피사니)
- 윤용식 - 헬무트 제모(다니엘 브륄)
- 정의한 - 르마 호스킨스(크레 베넷)
- 김무규 - 아사야(칼 럼블리)
- 소정환 - 배트록(조르주 생피에르)
- 신범식 - 도비치(데즈먼드 치암)
- 원에스더 - 아요(플로렌스 카숨바) / 셀비(이멜다 코르코란)
- 문선희 - 레이너 박사(에이미 아퀴노)
- 김채하 - 올리비아 워커(개브리엘 빈들로스)
- 이미나 - 발렌티나(줄리아 루이드라이퍼스)
- 김승태 - 제임스 로즈(돈 치들)